# Золотушка (Ставропольский край)
Золоту́шка — село в составе муниципального образования город-курорт Пятигорск Ставропольского края России.

## География
Расстояние до краевого центра: 136 км.

## История
В 1939 году хутор Золотушка перечислен из горсовета Ессентуки в горсовет Пятигорска.
На 1 марта 1966 года село входило в состав Винсадского сельсовета Предгорного района:23.
На 1 января 1983 года — в составе Свободненского поселкового совета (с центром в посёлке Свобода), подчинённого Пятигорскому горсовету:30, 46.

## Население
| 1925 | 1989 | 2002 | 2010 | 2014 |
| ---- | ---- | ---- | ---- | ---- |
| 234  | ↗562 | ↗796 | ↗801 | ↗900 |

По данным переписи 2002 года в национальной структуре населения преобладают русские (65 %).

## Экономика
- Птицефабрика «Бештаугорец» (бывшее прикурортное хозяйство, совхоз № 6, совхоз «Винсады», совхоз «Бештаугорец»). Упоминается в 1945-1990 годах[11]

## Археология
- Курган «Золотушка - I», III - I тыс. до н.э.  261640490100006
- Курганная группа «Хутор Золотушка - 1», III - II тыс. до н.э.  261741144260006
- Курганная группа «Хутор Золотушка - 2», III – II тыс. до н.э.  261741144270006
- Курганная группа «Хутор Золотушка - 3», III - II тыс. до н.э.  261741144280006
- Курганная группа «Хутор Золотушка - 4», III - II тыс. до н.э.  261741144300006
- Курганная группа «Хутор Золотушка - 5», III - II тыс. до н.э.  261741144290006